# Development Team dsm–firmenich
Development Team dsm–firmenich (UCI kód: DDS) je nizozemský cyklistický UCI Continental tým, jenž vznikl v roce 2017. Tým slouží jako doplňkový tým UCI WorldTeamu Team DSM—Firmenich a zaměřuje se na závodníky mladší 23 let.

## Soupiska týmu
K 1. srpnu 2023
- Mauro Brenner (GER) (* 1. září 2004)
- Joost Brinkman (NED) (* 24. srpna 2003)
- Robbe Dhondt (BEL) (* 25. června 2004)
- Patrick Eddy (AUS) (* 17. října 2002)
- Dylan Hicks (GBR) (* 5. dubna 2004)
- Milan Kadlec (CZE) (* 27. dubna 2004)
- Axel Källberg (FIN) (* 24. října 2003)
- Moritz Kärsten (GER) (* 1. dubna 2003)
- Enzo Leijnse (NED) (* 16. července 2001)
- Frank Aron Ragilo (EST) (* 22. března 2004)
- Adam Seeman (CZE) (* 19. března 2004)
- Lorenzo Ursella (ITA) (* 20. ledna 2003)
- Frank van den Broek (NED) (* 28. prosince 2000)
- Max van den Meulen (NED) (* 13. ledna 2004)
- Vlad Van Mechelen (BEL) (* 2. června 2004)

## Vítězství na národních šampionátech
2017
 Německý silniční závod do 23 let, Max Kanter
2018
 Německý silniční závod do 23 let, Max Kanter
2019
 Německý silniční závod do 23 let, Leon Heinschke
2021
 Britská časovka do 23 let, Leo Hayter
2023
 Nizozemská časovka do 23 let, Enzo Leijnse